# Brazieria
Brazieria es un género de molusco gasterópodo de la familia Zonitidae en el orden de los Stylommatophora.

## Especies
Las especies de este género son:
- Brazieria entomostoma
- Brazieria erasa
- Brazieria lutaria
- Brazieria minuscula
- Brazieria obesa
- Brazieria velata